# 白川奈美
白川 奈美（しらかわ なみ）は、日本の歌手。『遠くはなれて子守唄』のヒットで知られる。

## 人物
1971年（昭和46年）2月に『恋の灯（ひ）が消える』でデビュー。同年8月の『遠くはなれて子守唄』が80万枚を売り上げる大ヒットとなり、その名を知られるようになる。その後も一連の「子守唄」シリーズを発売する。
1974年（昭和49年）、当時読売ジャイアンツの内野手だった富田勝と結婚し、2児を授かるが14年後に離婚。その後は静岡県の磐田市に居を移し8年間スナックを経営、2004年（平成16年）に東京に戻ってからは、知り合いのスナックや小料理屋を手伝う。
現在は新宿区曙橋で小料理屋「灯」を経営している。
2008年（平成20年）には「夏祭りにっぽんの歌」や「歌謡祭」に、2010年（平成22年）5月25日にはNHK歌謡コンサートに出演し、その歌声を披露している。

## エピソード
- 「遠くはなれて子守唄」の作詞者・神坂薫はテレビ東京プロデューサーだった工藤忠義のペンネームである[2]。この曲は、夫を亡くし子供を里親に預け、都会で働く母親の心情を歌った曲であったため、キャバレーやクラブの子持ちのホステスに絶大な人気を誇った[1][3]。また、当時この曲を歌っている白川も子持ちではないのか、と疑われたこともある。
- 20代からスナックを経営した経験がある。
- 長男が独身偽装して相手に産ませた子供(白川からすると孫)がいるが養育費未払い。

## ディスコグラフィー

### シングル
| #                    | 発売日               | A/B面                | タイトル             | 作詞                 | 作曲                 | 編曲                 | 規格品番             |
| ワーナー・パイオニア | ワーナー・パイオニア | ワーナー・パイオニア | ワーナー・パイオニア | ワーナー・パイオニア | ワーナー・パイオニア | ワーナー・パイオニア | ワーナー・パイオニア |
| -------------------- | -------------------- | -------------------- | -------------------- | -------------------- | -------------------- | -------------------- | -------------------- |
| 1                    | 1971年2月            | A面                  | 恋の灯が消える       | 八生かずみ           | 鈴木淳               | 小杉仁三             | L-1010P              |
| 1                    | 1971年2月            | B面                  | 追憶の夜             | 久ひろし             | 鈴木淳               | 小杉仁三             | L-1010P              |
| 2                    | 1971年8月25日        | A面                  | 遠くはなれて子守唄   | 神坂薫               | 野々卓也             | 小谷充               | L-1048P              |
| 2                    | 1971年8月25日        | B面                  | ふるさとの雨         | 六ツ美茂明           | 六ツ美茂明           | 小谷充               | L-1048P              |
| 3                    | 1972年               | A面                  | 男がつぶやく子守唄   | 神坂薫               | 神坂薫               | 小谷充               | L-1072P              |
| 3                    | 1972年               | B面                  | 奈美の五ツ木子守唄   | 神坂薫               | 熊本民謡             | 原田良一             | L-1072P              |
| 4                    | 1972年5月            | A面                  | ママの星             | 神坂薫               | ミッキー・カーチス   | 小谷充               | L-1087P              |
| 4                    | 1972年5月            | B面                  | 星にたくして         | 神坂薫               | 猪俣公章             | 小谷充               | L-1087P              |
| 5                    | 1972年8月            | A面                  | 母さんの終電車       | 片山エツ子           | 猪俣公章             | 小谷充               | L-1101P              |
| 5                    | 1972年8月            | B面                  | 親泣かせ             | 神坂薫               | 猪俣公章             | 小谷充               | L-1101P              |
| 6                    | 1972年               | A面                  | 恋のブルース         | 石坂まさを           | 浜圭介               | 小谷充               | L-1112P              |
| 6                    | 1972年               | B面                  | もういくつ寝ると     | 千家和也             | みなみらんぼう       | 青木望               | L-1112P              |
| 7                    | 1973年               | A面                  | 恋の灯が消える       | 八生かずみ           | 鈴木淳               | 小杉仁王             | L-1131P              |
| 7                    | 1973年               | B面                  | 追憶の夜             | 久ひろし             | 鈴木淳               | 小杉仁王             | L-1131P              |
| 8                    | 1973年8月            | A面                  | 離婚                 | 神坂薫               | 森田公一             | 森岡賢一郎           | L-1148P              |
| 8                    | 1973年8月            | B面                  | 恋やつれ             | 石坂まさを           | 森田公一             | 森岡賢一郎           | L-1148P              |
| 9                    | 1974年               | A面                  | 離婚                 | 喜多條忠             | 森田公一             | 高田弘               | L-1186P              |
| 9                    | 1974年               | B面                  | 悲願花               | 石坂まさを           | 浜圭介               | 小谷充               | L-1186P              |

### アルバム

#### オリジナル・アルバム
| 枚                   | 発売日               | タイトル                       | 備考／規格品番       |
| ワーナー・パイオニア | ワーナー・パイオニア | ワーナー・パイオニア           | ワーナー・パイオニア |
| -------------------- | -------------------- | ------------------------------ | -------------------- |
| 1st                  | 1972年               | 遠くはなれて子守唄             | L-6038P              |
| 2nd                  | 1972年               | しのび逢い めぐり逢い 夜を歌う | L-6051P              |
| 3rd                  | 1972年               | 恋のブルース                   | L-6066P              |

## 出演
- 夜のヒットスタジオ
- 特別機動捜査隊
  - 第525話「ポルノイン東京 女人百景」（1971年）　
  - 第564話「男がつぶやく子守唄」（1972年）